# 姜堰王氏宗祠
姜堰王氏宗祠又名王公祠，是明代后期泰州学派创始人之一王栋的家族祠堂建筑，以及泰州学派的讲学之所，位于江苏省泰州市姜堰区东后街，始建于明万历三年（1575）。占地面积560平方米，建筑面积426平方米。原有东西两路，现存前后三进。大殿硬山顶，面阔12米，进深6米。门屋前有影壁、牌坊。1985年，王氏宗祠公布为市县级文物保护单位。2019年3月20日，姜堰王氏宗祠公布为第八批江苏省文物保护单位。